# Krty-Hradec
Krty-Hradec là một làng thuộc huyện Strakonice, vùng Jihočeský, Cộng hòa Séc.